# Aeroporto de Wonju
O Aeroporto de Wonju é um aeroporto localizado em Wonju, Coreia do Sul (IATA: WJU, ICAO: RKNW). Em 2006, 80.361 passageiros utilizaram o aeroporto.  O aeroporto é utilizado, principalmente, por militares. Há apenas uma vaga capaz do tamanho para um Boeing 737.